# Карл XIV Юхан Бернадот
Карл XIV Юган (швед. Karl Johan XIV; 26 січня 1763 — 8 березня 1844) — маршал Франції, король Швеції (як Карл XIV Юган) та Норвегії (як Карл III) з 1818 до 1844 року. Засновник королівської династії Бернадотів. У Норвегії він відомий як Карл III Юган (норв. Karl III Johan) і до того, як він став королівською особою у Швеції, його звали Jean-Baptiste Jules Bernadotte.

## Життєпис

### Молоді роки
Жан-Баті́ст Жюль Бернадо́т (фр. Jean-Baptiste Jules Bernadotte) народився в місті По на півдні Франції в заможній родині правника відомства королівських адвокатів. Навчався в школі монахів-бенедиктинців, після чого вчився на адвоката.
У 1780 полишив навчання та записався в Королівський морський полк. До 1782 служив на острові Корсика, коли захворів на малярію. З 1784 вже служив у місті Гренобль у званні сержанта. У 1788 відзначився при придушені невдоволеного населення. З 1789 його полк перевели до міста Марсель.

### Участь у війнах Французької Республіки та Наполеона Бонапарта
Революцію зустрів у Марселі. Його полк перейменували в 60-й піхотний та вивели з міста.
У 1792 вже лейтенант 36-го піхотного полку, що розташовувався в Бретані. Того ж року його перевели до Рейнської армії Кюстіна. 10 серпня 1792 скинуто французьку монархію, а вже в 1793 став капітаном, через декілька тижнів — полковником.
У 1792-1794 узяв участь у війнах з Австрією та Пруссією. Військова кар'єра стрімко змінилася після битви при Флерюсі (26 червня 1794), під час якої він бився в рядах Самбро-Мааської армії. Тут виявив талант полководця, що відмітив його безпосередній начальник — дивізійний генерал Клебер — присвоївши звання бригадного генерала. Через декілька місяців отримав найвище звання республіканської Франції — дивізійного генерала.
У 1794-1796 продовжив битися в Самбро-Мааській армії, де також проявив неабиякі військові здібності. У 1797 Бернадота на чолі 20-тисячної армії спрямували на допомогу Наполеону Бонапарту в Італію. Відразу між ними почалися тертя та суперництво. Тим не менш Бернадот розбив австрійців при Тальяменто та захопив фортецю Градіска. Незабаром Бонапарт призначив Бернадота губернатором провінції Фріулі, а в серпні доручив відвезти прапори, захоплені в австрійців, до Парижа. Тут Бернадот встановив тісні контакти з членами Директорії — тодішнього уряду Франції.

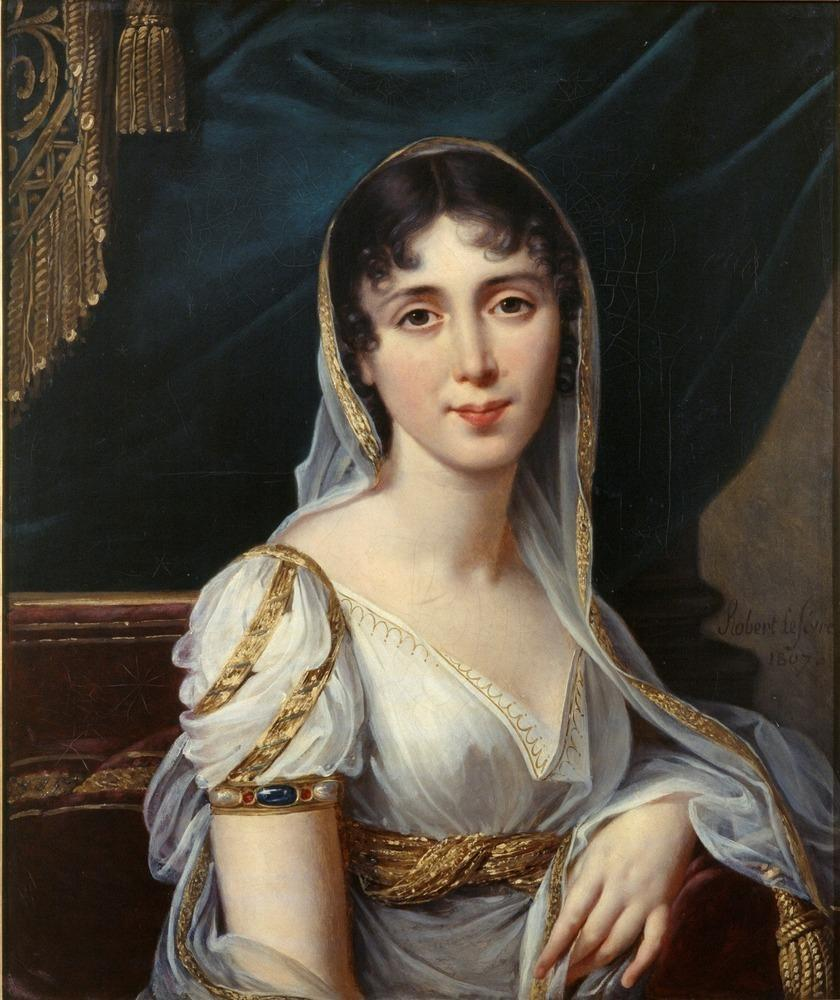
Дезіре Кларі

Проте вже в жовтні повернувся до Італії, де знову мав конфлікт з Бонапартом. Щоб вирішити цю проблему Наполеон порадив Директорії призначити Бернадота повноважним посланцем у Відень, що й було зроблено. Але дипломатична місія Бернадота виявилася невдалою й у 1798 той повернувся до Парижа.
Тут він познайомився з братом Наполеона Бонапарта — Люсьєном, іншими політичними діячами.
17 серпня одружився з Дезіре Кларі. Хоча він не взяв участь у заколоті 18 брюмера 1799, після затвердження Наполеона як першого консула почав з ним співпрацювати. Став членом Державної ради — головного дорадчого органа, а з 1 серпня 1800 очолив Західну армію в Бретані. Проте конфлікти з Бонапартом продовжувалися. У 1802–1804 узяв участь у заколотах проти Бонапарта, але не поніс за це покарання.
У 1802 став сенатором Франції, а з травня 1803 — губернатором Ганновера. З оголошенням Бонапарта імператором Франції Наполеоном I у 1804 Бернадот став маршалом Франції.
У 1805 узяв участь у битві при Аустерліці, де зумів добре проявити себе. У 1806 він також успішно воював у Голландії. Тут він захопив шведських полонених, яких відпустив на волю. Це зробило маршала популярним у Швеції. З 1807 став губернатором ганзейських міст. Тут він познайомився з політикою балтійських країн, став відомим у цих державах. У 1809 узяв активну участь у битві при Ваграмі з Австрією.

### Король Швеції

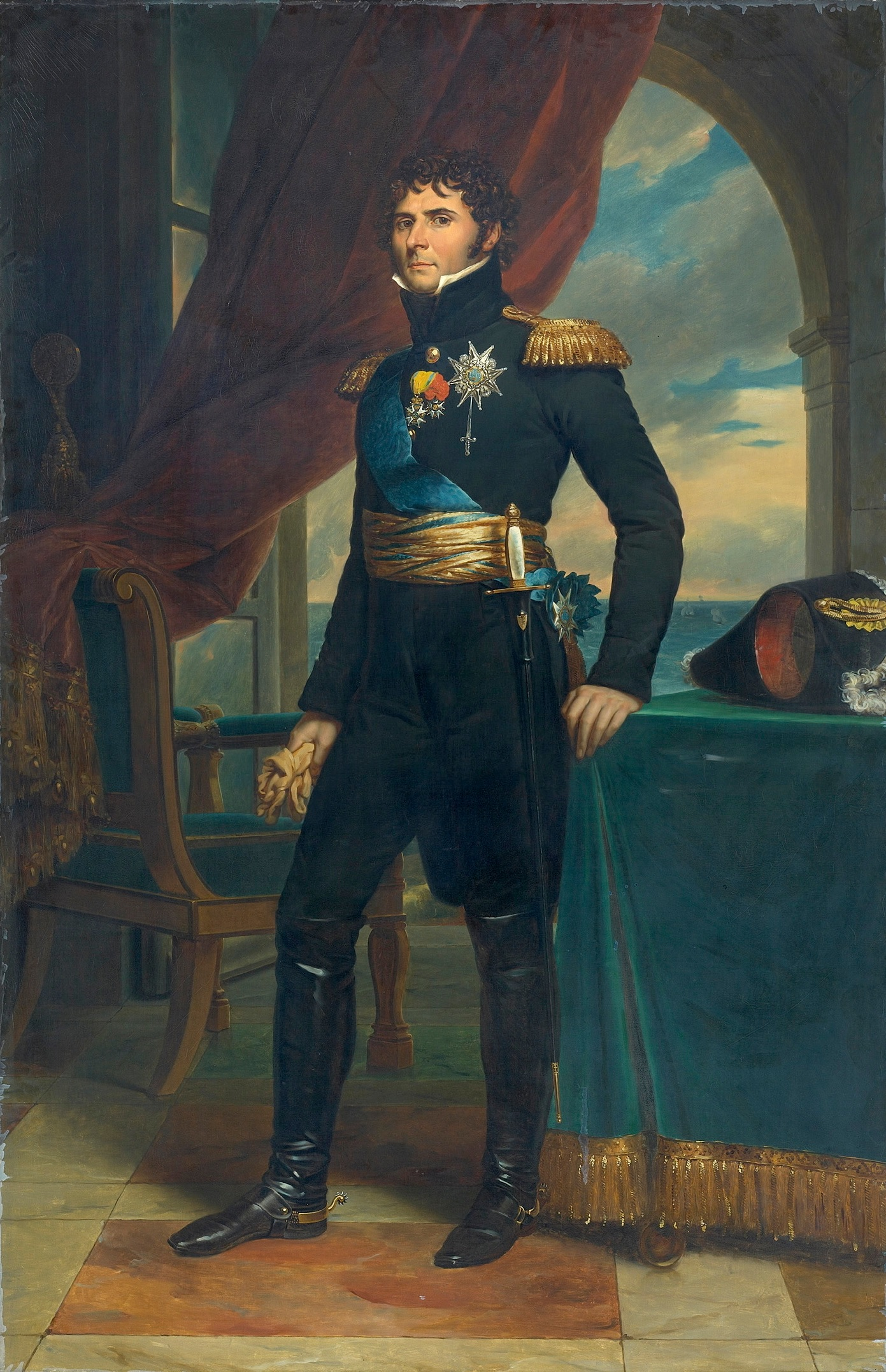
Карл Юган — кронпринц Швеції

У 1809 Швеція програла війну Росії й втратила Фінляндію. Внаслідок цього відбувся переворот, який допоміг Карлу XIII стати королем Швеції. Між тим шведське панство почало шукати спадкоємця трону й звернулася до Наполеона. Незабаром — у 1810 — риксдаг (за згодою з Наполеоном) оголосив Жана-Батіста Бернадота принцом та спадкоємцем трону. Карл XIII усиновив Жана-Батіста Бернадота, який у 1810–1818 рр. фактично виконував функції регента. Бернадот прийняв лютеранство та нове ім'я — Карл Юган.
1812 року приєднався до антинаполеонівської коаліції. 5 квітня 1812 року була підписана російсько-шведська угода, яка передбачала створення антифранцузького союзу між Росією та Швецією.
У 1813 взяв участь у битві народів при Лейпцизі, а у 1814 змусив Данію відмовитися від Норвегії на користь Швеції. Внаслідок війни з Норвегією 1814 року закріпив її за собою.
1818 року став королем Швеції та Норвегії Карлом XIV Юганом. Він багато зробив для розвитку освіти, сільського господарства, зміцнення фінансів, відновлення престижу країни.
Особливим напрямком у діяльності короля були стосунки із Норвегією. Шведи розглядали унію як компенсацію за втрату Фінляндії. Норвегія — як раніше Фінляндія — мала злитися зі Швецією і стати складовою частиною єдиної держави. Норвежці, навпаки, вбачали в унії перший крок на шляху до незалежності, чого вони дедалі наполегливо вимагали протягом останніх років перед вступом до унії. Це їхнє прагнення відбилося в Ейдсволльській конституції та у виборах власного короля 17 травня 1814. Звичайно, їм довелося погодитися на унію, але за однієї умови: король Швеції мав визнати Ейдсволльську конституцію і поважати автономний статус Норвегії в унії. Таке становище, що склалося ще в 1814, залишалося практично незмінним протягом усього існування унії. Коли шведи, прагнучи об'єднати дві країни в одне ціле, намагалися різними шляхами зміцнити зв'язки між ними, їхні зусилля постійно наштовхувалися на запеклий опір. Норвежці рішуче відкидали все, що могло порушити їхню національну автономію, гарантовану договорами про унію. Спільний король був тією ланкою, що зв'язувала Норвегію зі Швецією. Тому кожна спроба зміцнити королівську владу означала також зміцнення унії. Становище короля та його повноваження в Норвегії були тим питанням, навколо якого в 1820-х спалахувало найбільше конфліктів, пов'язаних з унією.
Згідно з Ейдсволльською конституцію, норвезький парламент (стортинг) мав більше повноважень, ніж будь-який інший, за винятком парламентів Великої Британії та США. Стортинг міг пропонувати й запроваджувати нові закони, незважаючи навіть на королівське вето.
Так, у 1821 всупереч волі Карла XIV Югана стортинг скасував аристократію в Норвегії й не відступився від своєї ухвали й тоді, коли король намагався накласти абсолютне вето, погрожуючи вдатися до військової сили. Опір був таким одностайним, що король мусив відступити. Відтоді авторитет стортингу став надійним захистом для норвежців проти будь-якої спроби короля унії, тобто, короля Швеції, злити дві країни в одну.
Зовнішня політика була спрямована на підтримку гарних стосунків з Великою Британією та Росією, що забезпечило Швеції мирне існування. Наступником Карла Югана став його син — Оскар.

## Нагороди

### Нагороди Швеції
- Орден Карла XIII, великий хрест
- Орден Полярної зірки, великий хрест
- Орден Серафимів, великий хрест
- Орден Меча, великий хрест
- Орден Вази, великий хрест

### Нагороди Пруссії
- Орден Чорного орла (7 квітня 1805)
- Орден Червоного орла, великий хрест (7 квітня 1805)
- Залізний хрест 2-го і 1-го класу
- Великий хрест Залізного хреста (осінь 1813)

### Нагороди Саксонії
- Військовий орден Святого Генріха, великий хрест (1809)
- Орден Рутової корони (1832)

### Нагороди Російської імперії
- Орден Андрія Первозванного (30 серпня 1812)
- Орден Святого Олександра Невського (30 серпня 1812)
- Орден Святої Анни 1-го ступеня
- Орден Святого Георгія 1-го ступеня (30 серпня 1813)

### Нагороди Бадена
- Орден Вірності (Баден) (1830)
- Орден Церінгенського лева, великий хрест (1830)

### Нагороди інших країн
- Орден Почесного легіону, великий хрест (Французька імперія) (2 лютого 1805)
- Орден Корони Італії, великий хрест
- Орден Святого Губерта (Баварське королівство) (1805)
- Орден Золотого руна (Іспанія) (1822)
- Військовий орден Марії Терезії, великий хрест (Австрійська імперія)
- Орден Вежі й Меча, великий хрест (Португальське королівство)

## У масовій культурі
Існує міф, що у Карла було політичне татуювання, зроблене коли він був солдатом. Уперше історія про татуювання з текстом "Хай живе республіка!" з'являється в п'єсі "Le Camarade de Lit", поставленій 1833 року в Парижі. 
У 1844 році цей анекдот набуває розвитку в газеті La Presse, де йдеться про текст "Свобода, рівність або смерть!" 
У 1880 році газета L'Événement уже згадує гасло "Смерть королям!"